# Casal de' Pazzi (edificio)
Il Castello de' Pazzi è un castello ove abitò l'omonima famiglia nel Rinascimento.
Il castello è sito tra via Nomentana, viale Kant e via Zanardini nel quartiere Montesacro  a Roma.

## Storia
Il castello, già preesistente, a quanto pare di origine ghibellina (a notare dalla merlatura delle torri), fu abitato stabilmente dalla famiglia Pazzi (che già lo possedeva) dall'esilio da Firenze, seguito alla congiura dei Pazzi (1478). La famiglia trasformò ed adeguò il castello, secondo le proprie esigenze ed i propri gusti sotto il pontificato di papa Sisto IV.
Al XVI secolo risalgono, almeno a quanto pare a prima vista, il corpo di fabbrica e la torre sita a nord.
All'inizio del XX secolo fu intrapreso un recupero del castello con susseguente restauro.
In seguito al restauro è utilizzato come edificio signorile ad uso privato.

## Descrizione
L'aspetto esterno è quello di un castello fortificato medievale-rinascimentale.
Due torri, probabilmente torri di avvistamento, di altezza differente, una posta a nord, l'altra posta ad ovest, sono realizzate in tufello misto con selce.
Delle finestre, una cornice marcapiano e merlatura ghibellina completano le torri.
Un edificio quadrangolare a due livelli racchiude il casale dal retro formando così un cortile interno sul cui centro è sito un pozzo marmoreo su cui vi sono delle raffigurazioni di cervi e fiori.
Alcuni frammenti di sculture e brandelli di opere architettoniche sono conservati all'interno del casale.